# 第15期本因坊戦
第15期本因坊戦（だい15きほんいんぼうせん）は、1958年（昭和33年）に開始され、1960年4月から本因坊高川秀格と、初の挑戦者となる藤沢秀行八段による七番勝負が行われ、高川が4勝2敗で本因坊位を防衛、本因坊戦9連覇を達成した。

## 方式
- 参加棋士 : 日本棋院・関西棋院の棋士の初段以上。
- 予選は、日本棋院と関西棋院それぞれで、1次予選、2次予選を行い、その勝ち抜き者による合同の3次予選で4名の新規リーグ参加者を決める。
- 挑戦者決定リーグ戦は、前期シード者と新参加4名を加えた8名で行う。
- コミは4目半。
- 持時間は、リーグ戦、挑戦手合は各10時間。

## 経過

### 予選トーナメント
新規リーグ参加者は、橋本宇太郎九段、宮下秀洋九段、前田陳爾八段（初）、宮本直毅七段の4名。

### 挑戦者決定リーグ
リーグ戦は前期シードの、前期挑戦者木谷實、及び坂田栄男、山部俊郎、藤沢秀行と新参加4名で、1960年1月から3月30-31日までで行われた。結果は藤沢秀行が6勝1敗の1位で、初の挑戦者となった。藤沢は前年に日本棋院第一位決定戦、この年の初めに最高位決定戦で坂田を破って優勝するなど、一流棋士としての地位を固めつつあった。

### 挑戦手合七番勝負
高川本因坊に藤沢が挑戦する七番勝負は4月から開始された。毎日新聞紙上での事前座談会では坂田栄男が「ふたりの碁は同型の碁だと思う」「ともに厚く、じっくり四つに組む型だ。あまり危ないことはやらない。こんどの勝負も、だから存外地味な碁になるかもしれない」「高川さんは、舞台装置の立派なところで打つと実力が出るんだ。棋院なんかでショボショボ打っているんじゃ。実力が出ない（笑）」といった評を語った。
第1局は初めて伊勢神宮で行われ、これは神宮奉賛会常務理事の木下義介の調整により実現したもので、対局前日の4月21日に参拝し、大崎千畝作詞による囲碁の歴史を語る祝詞が奏上された。対局は4月22、23日に、内宮貴賓館「如雪園」で行われ、神宮奉賛会の産宿所大講堂で大盤解説が行われた。立会人は島村利博、観戦記は村松梢風が担当。序盤一日目まではじっくりした進行から先番高川が有利と見られていたが、二日目に形勢が動き、白番藤沢が逆転勝ちした。この碁では藤沢の早打ちで、二日目の午後二時前に異例の早さで終局となったが、観戦記者の村松梢風は昼頃にコーヒーを飲みに行き、帰ってくると終局していたため、てっきり高川の勝ちだと思い込み、藤沢をしきりに慰めるという一幕もあった。
第2局は静岡市八洲園で行われ、白番高川が1目半勝ち。第3局は本因坊戦初めての北海道対局で、札幌市山形屋旅館で行われ、白番藤沢中押勝ち。第4局は佐賀県嬉野温泉和多屋別荘で行われ、観戦記者は尾崎一雄、対局前日には祐徳稲荷神社に参拝した。序盤か両者がじっくりと時を固めあう互角の布石だったが、77手目の好手から黒番藤沢が有利に立った。白番高川は109手目からコウを仕掛け、コウ材として打ったつもりの122手目が無コウであり、しかし藤沢もそれに受けてしまい、打った直後にそれに気づき「高川さん無コウじゃないか」と叫び、高川も言われて「ああ、そうか」と返した。それでもまだ黒が有利だったが、藤沢は少しづつ損を重ね、小ヨセで白が逆転、高川の2目半勝ちとなった。
ここまでお互いに白番を入れあって2勝2敗だったが、第5局は東京本郷の龍岡で行われ、先番高川が中押勝ち。第6局は山形県赤倉温泉阿部旅館で行われ、中盤では一時藤沢勝ちの局面もあったが、高川が白番1目半勝ち。通算4勝2敗で、9連覇の記録を打ち立てた。

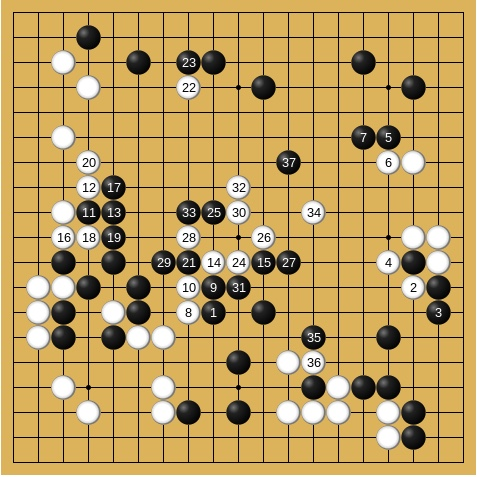
図1（53-89手目）

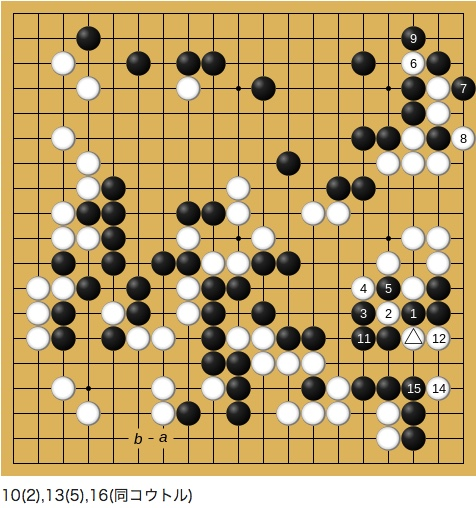
図2（109-124手目）

第1図、序盤は互角の布石だったが、白2（54手目）から4が厚い手だが緩かったかもしれず、黒5、7で上辺の模様が大きくなった。続いて黒21の切りがきびしく、黒25が「さすが秀行」と言われた好手で、黒37まで優位に立った。第2図、白△（108手目）が非勢を打開するための勝負手で、黒1から5とコウになり、白14がコウ立てになっていない手で、黒は2に継ぐことができたが、15と受けてしまった。この後黒はコウ替わりでa、bを連打する別れになり、それでも黒優勢だったが、藤沢は冷静さを失ったか、激しくぼやきつつ中央の折衝で損を重ね、ついに白が逆転勝ちとなった。

## 本因坊対呉清源三番碁
恒例の本因坊対呉清源三番碁の第7次は、1960年12月から1961年2月にかけて行われ、高川の1勝2敗に終わった。